# Дарко Тодорович
Дарко Тодорович (босн. Darko Todorović, нар. 5 травня 1997, Бієліна, Боснія і Герцеговина) — боснійський футболіст, фланговий захисник російського «Ахмата» і збірної Боснії і Герцеговини. 

## Ігрова кар'єра

### Клубна

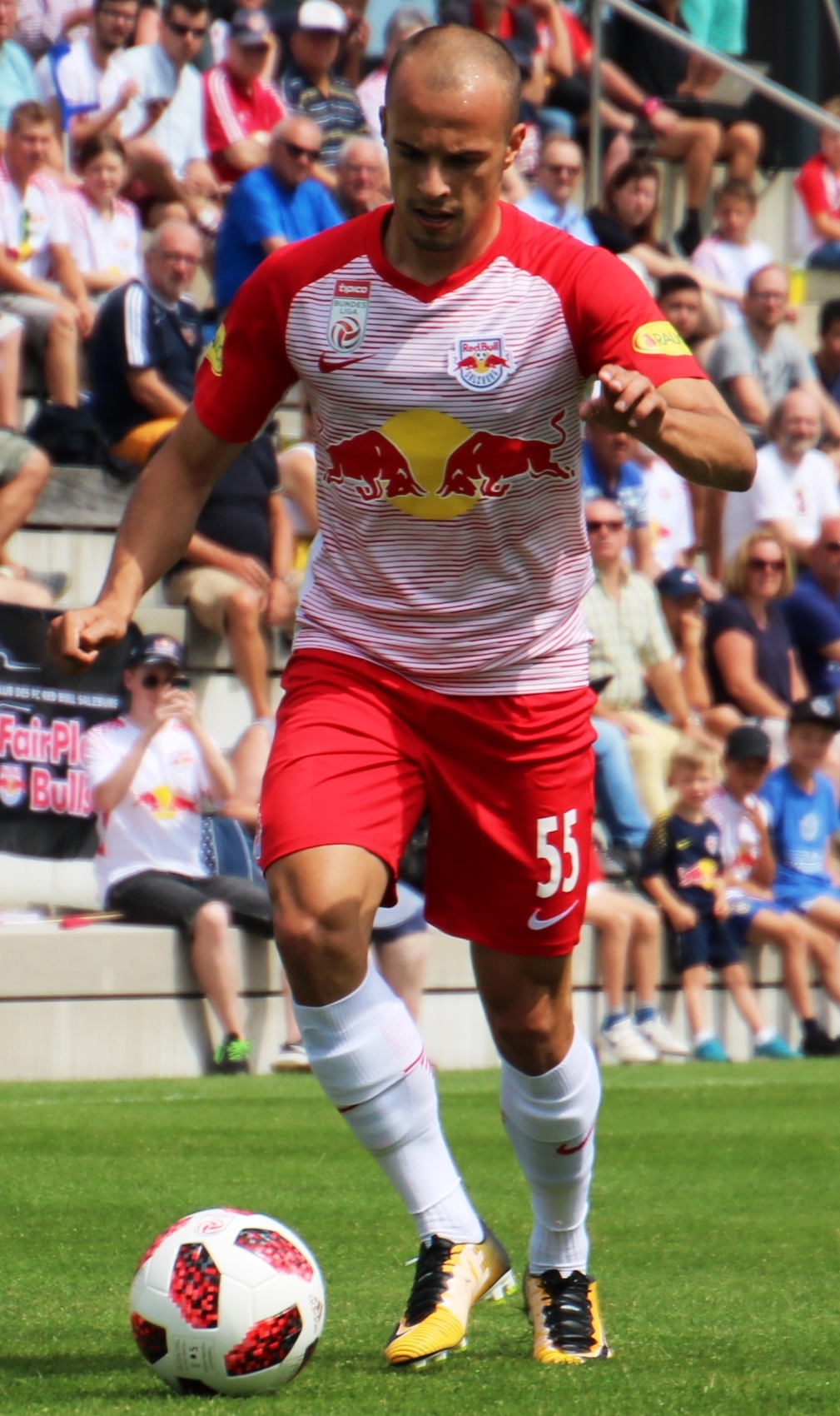
Дарко Тодорович у складі «Зальцбурга»

Дарко Тодорович є вихованцем боснійського клуба «Слобода» (Тузла). Після навчання в академії клуба у квітні 2015 року Тодорович дебютував у першій команді у боснійському чемпіонаті.
Влітку 2018 року Дарко підписав контракт з австрійським клубом «Ред Булл Зальцбург». Але не маючи шансів стати постійним гравцем основи, за рік Тодорович відправився в оренду у німецький «Гольштайн». Наступного сезону Тодорович також був орендований. Цього разу хорватським «Хайдуком» (Спліт). Термін дії орендного договору з хорватським клубом закінчився в червні 2021 року.

### Збірна
29 січня 2018 року у товариському матчі проти команди США Дарко Тодорович дебютував у національній збірній Боснії і Герцеговини.

## Досягнення
Ред Булл Зальцбург
 Чемпіон Австрії: 2018/19
 Переможець Кубка Австрії: 2018/19